# 希羅多德
希罗多德（约前484年—前425年），小亚细亚希腊人，古希腊历史学家、旅行家与散文家。他将旅行中的所见所闻，以及关于希腊诸城邦和阿契美尼德王朝的历史记录整理成书，著成《历史》。该书是西方历史上第一部真正意义上的历史著作，也是现存西方最早完整流传下来的散文作品。由于希罗多德的足迹横跨亚、欧、非三大洲，他因此被誉为“旅行家之父”和“散文之父”。
罗马哲学家西塞罗称赞希罗多德为“历史之父”。然而，以修昔底德为代表的一些历史学者怀疑希罗多德记载的真实性，并称他为“谎言之父”。不过，近来的考古学成果证明，希罗多德所记述的“历史”大部分是准确的。在许多没有确切把握的情况下，希罗多德会参考各地或关于各个事件最具权威的史学记载，然后再发表自己的见解，以辨别真伪并加以解释。同以前的史实记录人不同，他开始对史料有了某种批判的态度。他在《历史》的开头使用的Ἱστορίαι这个词，包含有“研究”“探索”之意，这已开始接近于后世所理解的历史。

## 生平
尽管希罗多德留下了《历史》这一部完整传世的著作，但关于他本人的记载却十分有限。历史学家只能根据他作品中的蛛丝马迹，以及一些相当晚近的资料（如10世纪拜占庭帝国的《苏达辞书》）来推测他的生平。
公元前484年，希罗多德出生于哈利卡那索斯（今小亚细亚的博德鲁姆）。据推测，他曾参与一次推翻当地僭主统治的斗争，但失败后被流放，随后在萨摩斯岛隐居。他似乎再也没有回到过哈利卡那索斯，但在《历史》中仍流露出对故乡及其女王阿尔忒弥西亚的热爱。在流放期间，他广泛游历了书中所记载的各国。他曾前往古埃及，从尼罗河沿岸一直南行至阿斯旺，也到过美索不达米亚、克里米亚半岛、黑海北岸平原、亚平宁半岛和西西里岛。希罗多德提到他在斯巴达曾拜访过一位提供素材的人物，并很可能在雅典居住过一段时间。在雅典，他结识了伯里克利和索福克勒斯，并注意到雅典的雄辩传统。然而，雅典并未将外邦人视作公民。公元前444年，雅典人在亚平宁半岛建立图利殖民地时，希罗多德才成为当地的公民。至于他是否在那里去世，已无从考证。
在一段时期内，希罗多德以讲述者的身份口述各类战役、历史与异邦的故事。他游历希腊城邦，参与主要的宗教和体育活动。公元前431年，雅典与斯巴达之间的伯罗奔尼撒战争爆发。这场冲突很可能促使希罗多德撰写《历史》。在书中，他强调，唯有通过雅典、斯巴达及其他城邦组成的联盟共同努力，才能阻止波斯帝国的扩张。
然而，他并非以泛希腊爱国主义的立场来写作《历史》。他所赞扬的并不是整个希腊民族，而是雅典人。同时，他对波斯人也持公正态度，并未加以恶意诋毁。他尊重古老的东方民族，并承认他们的文明比希腊更悠久、更发达。这与后来希腊人将所有非希腊人一概视为“蛮族”的看法截然不同。正因如此，后世的希腊作家普鲁塔克指责他阴险狡诈，但这种指责带有偏见。尽管希罗多德称赞雅典人，也认可民主制度的某些优点，但这并不意味着他本人完全坚持带有奴隶制色彩的雅典式民主思想。从他对波斯的态度来看，他同样能够接受开明的君主制度。

## 作品
后世的编辑将希罗多德在公元前430年至前424年间发表的《历史》分为九卷，并以各缪斯的名字命名。前六卷主要讲述阿契美尼德王朝的崛起，从吕底亚国王克罗伊索斯（首位征服亚细亚的希腊征服者）的故事开始。阿契美尼德王朝的创建者居鲁士大帝击败了克罗伊索斯，并统一了整个亚细亚。前六卷的记载止于公元前490年波斯在马拉松战役中败于希腊联盟。后三卷则叙述波斯王薛西斯一世在十年后企图为马拉松战役雪耻，再次入侵希腊的经过。《历史》至公元前479年结束，当时雅典人在萨拉米斯海战以及希腊联盟在普拉提亚战役中再次击败波斯，使波斯帝国的疆界退回至爱琴海对岸。
《历史》有王以铸的汉译本，1959年由商务印书馆出版，1980年代起多次重印。